# Cerrito (Argentine)
Pour les articles homonymes, voir Cerrito.
Cerrito est une localité argentine située dans le département de Paraná et dans la province d'Entre Ríos.

## Histoire
En 1876, la Banque Nationale a acquis le terrain El Cerrito, dont une partie était destinée à la fondation de la Colonia Cerrito le 10 mars 1882. Au sein de cette colonie sont apparus plusieurs centres de population, parmi lesquels Gobernador Racedo, qui plus tard a changé son nom en Cerrito, parmi ses fondateurs et premiers habitants étaient Sixto Perini, Antonio Angelini, Fischer Guillermo, José et Roman Simiand, Miguel et José Seimandi, Santiago Ghibaudo, entre autres, la ville a été fondée le 28 avril 1887,. Peu après sa fondation, une chapelle a commencé à être construite, puis en 1901, l'église Nuestra Señora de La Merced a été inaugurée le 24 septembre de cette année-là, jour de la fête patronale. En 1922, le Club Unión Agrarios Cerrito est né.
En 1943, le premier train de marchandises est arrivé. Jour après jour, sa physionomie s'est transformée, de nombreux voisins sont arrivés des villes voisines et de la colonie pour s'installer dans le village et les rues n'étaient plus en terre mais le pavé a commencé à les peupler. Le 15 octobre 2018, Nazareno Sasia, originaire de cette ville, a été couronné champion olympique de la jeunesse au lancer du poids lors des Jeux olympiques de la jeunesse 2018.

## Personnalités
- Nazareno Sasia (né le 5 janvier 2001), footballeur.

## Religion
| Archidiocèse | Paraná                       |
| ------------ | ---------------------------- |
| Paroisse     | Nuestra Señora de la Merced, |